# Louis Beuve
Pour les articles homonymes, voir Beuve (homonymie).
Louis Beuve, né le 21 décembre 1869 à Quettreville-sur-Sienne où il est mort le 17 juin 1949, est un poète et écrivain français de langue normande.

## Sa vie
Né dans une famille originaire de la région de Lessay, après des études à Caen et un service militaire à Cherbourg, Louis Beuve a exercé la profession de commis de librairie à Paris. Cet éloignement géographique de sa Normandie natale a beaucoup pesé sur ses débuts de poète. À Cherbourg, vers 1890, il entendit pour la première fois les chansons en normand de Cotentin écrites par Alfred Rossel.
Arrivé à Paris, il a fondé la Société et la revue du « Bouais-Jan » avec le peintre et conteur François Énault en 1897.
C’est en 1925 qu’André Salmon et Fernand Fleuret se déplacent chez le peintre Edmond-Marie Poullain à Bréhal et se rendent ensemble à la Foire de Lessay retrouver Louis Beuve.
Revenu dans le Cotentin, il a ensuite été directeur du journal de Saint-Lô, Le Courrier de la Manche, jusqu’en 1944, époque de la destruction de la ville, de sa maison et des locaux du journal par les bombardements américains. Il avait trouvé pour désigner ce drame inutile le nom de « graunde breûlerie ».
Il se retira alors dans sa maison de Quettreville-sur-Sienne dans le cimetière de laquelle il a été inhumé à sa mort.

## Le régionaliste
Louis Beuve était imprégné du souvenir de l’ancienne grandeur de la Normandie. Cette nostalgie l’a amené à défendre vivement les souvenirs, la langue et les coutumes normandes. Il s'investit entre autres dans la sauvegarde du pont en pierre de Hyenville avec l'historien Vivier.
Ce militant de la renaissance normande rêvait de retrouver une Normandie fière de son passé, quitte à la « normaliser » de nouveau. C’est en ce sens qu’il se disait (dans ses lettres) autonomiste. Il luttait contre le nivellement culturel des Français, en lui préférant la sauvegarde et la transmission des particularités propres aux provinces et régions françaises et, dans son cas, de la Normandie.
Il se tourna aussi vers le passé nordique de la Normandie et étudiant l’histoire et les coutumes des Normands, et fonda dans ce but une association nommée « le Souper des Vikings ». Les amis du « Trouvère normand » se réunissaient autour d’une réunion culinaire dans l’esprit scandinave, sous la forme d’une « assembllaée » [prononcer : a-sin-byée]. Ce souper a continué après sa mort.
Malgré tout, il ne réussit qu’en partie à rétablir cette âme normande dans le cœur des Normands, en particulier dans le Cotentin, notamment grâce à ses chansons et son œuvre littéraire.

## Son œuvre
Honorée de son vivant par Remy de Gourmont ou Henry Bordeaux, l’œuvre écrite de Louis Beuve est essentiellement écrite en normand cotentinais de la région de Lessay et de Coutances.
Coutances, capitale du Cotentin, tenait d’ailleurs une place particulière dans les poésies de Beuve, qui fut toute sa vie passionné par la fière allure de sa cathédrale.
Plusieurs des écrits en patois de Lessay de Louis Beuve comptent parmi les chefs-d’œuvre de la littérature dialectale. Reflétant une riche sensibilité, son écriture a longtemps été une référence pour ses continuateurs, notamment Côtis-Capel.
- Chansons :
  - Les Vuules Quérettes (1895), sur l’air de J’suis natif du Finistère
  - La Cainchoun du bouon beire (1897), sur l’air des Bœufs de Pierre Dupont
  - N’y a paè d’poumes (1897), sur l’air de la Ferme aux fraises
  - Les Adieux d’eune graind mère à sen fisset louaé np’tit valet l’jou d’la Saint-Cllai (1897) sur l’air du Biniou de Durand
  - L’s Houmes counséqueints d' par chin (1898), sur l’air d' En avant la Normandie
  - Ma Vuule Égllise (1897)
  - Tcheu sei (1897), sur l’air de la Maison de mes parents - puis musique de Hippolyte Mariette
  - La Galette de s’rasin (1897), sur l’air de la Ronde des châtaignes de Théodore Botrel
  - Les Pllaintes d’eun touornous d’gigot
- Poésies :
  - Les Countes d’âotefeis (1895)
  - La Graind Lainde (ou la Graund Launde), mise en musique par l’association Magène dans le CD La Louerie (1994).
- Roman (inachevé) :
  - La lettre à la Morte (texte dans les Œuvres choisies, 1950)
- Contes

Folklore de la région sud de Coutances et du canton de Montmartin-sur-Mer, paru dans le Bouais-Jan en 1900-1901 :
- - Conte de la bouanne fomme âo tas de bllé
  - La Mère Lalie à la linsive
  - L’Petit Domestique du moulin d’Hyanville
  - Les Ch’vas virlis
  - Conte de fileresse
  - Conte des deux petits ermites
  - Conte du biau soldat qui n’avait pas pôu et qui happit l’trésor âo diabe
  - Les Devilâles
  - Les Quéras et l’s enquérâodements
  - Deux petits contes du hât et du bas de la tabe : l’bouan beire et l’pétit beire à Jean Lapouque ; conséquence imprévue des noces de Cana
  - Conte de Jean Bart
  - Poétiques traditions : la Bête Saint-Gire ; la bouane Virge et les qu’nâles ; les r’vénants qui prêchent ès qu’nâles

## Pour approfondir